# Campionati mondiali juniores di slittino 2008
I Campionati mondiali juniores di slittino 2008 si sono disputati a Lake Placid, negli Stati Uniti, il 7 e l'8 febbraio 2008. È la terza volta che la località dello stato di New York, già sede di due edizioni delle Olimpiadi invernali, ospita la rassegna iridata dopo la prima edizione del 1982 e la decima del 1995.

## Podi[1]
| Evento         | Oro                                                                 | Tempo                           | Argento                                                       | Tempo                           | Bronzo                                                               | Tempo                           |
| Singolo Uomini | Wolfgang Kindl                                                      | 1:41.028                        | Felix Loch                                                    | 1:41.169                        | Robert Huerbin                                                       | 1:41.921                        |
| Singolo Donne  | Kate Hansen                                                         | 1:29.105                        | Lisa Liebert                                                  | 1:29.152                        | Carina Schwab                                                        | 1:29.319                        |
| Doppio         | Toni Eggert Marcel Oster                                            | 1:26.665                        | Chris Mazdzer Jayson Terdiman                                 | 1:27.372                        | Oskars Gudramovičs Pēteris Kalniņš                                   | 1:27.540                        |
| Gara a squadre | Stati Uniti Chris Mazdzer Kate Hansen Chris Mazdzer Jayson Terdiman | 2:18.676 50.602 44.642 43.432 . | Germania Robert Fischer Lisa Liebert Toni Eggert Marcel Oster | 2:18.812 50.897 44.641 43.274 . | Austria Manuel Pfister Birgit Platzer Reinhard Egger David Schweiger | 2:20.824 51.089 45.531 44.204 . |

## Medagliere
| Posiz. | Nazione     | Oro | Argento | Bronzo | Totale |
| ------ | ----------- | --- | ------- | ------ | ------ |
| 1      | Stati Uniti | 2   | 1       | 1      | 4      |
| 2      | Germania    | 1   | 3       | 1      | 5      |
| 3      | Austria     | 1   | 0       | 1      | 2      |
| 4      | Lettonia    | 0   | 0       | 1      | 1      |